# جنگ ایران و عثمانی (۱۵۵۵–۱۵۳۲)
جنگ ایران صفوی و عثمانی (۹۶۲–۹۳۸) جنگی بود که میان شاه طهماسب یکم صفوی و سلیمان یکم عثمانی رخ داد.

## جنگ اول

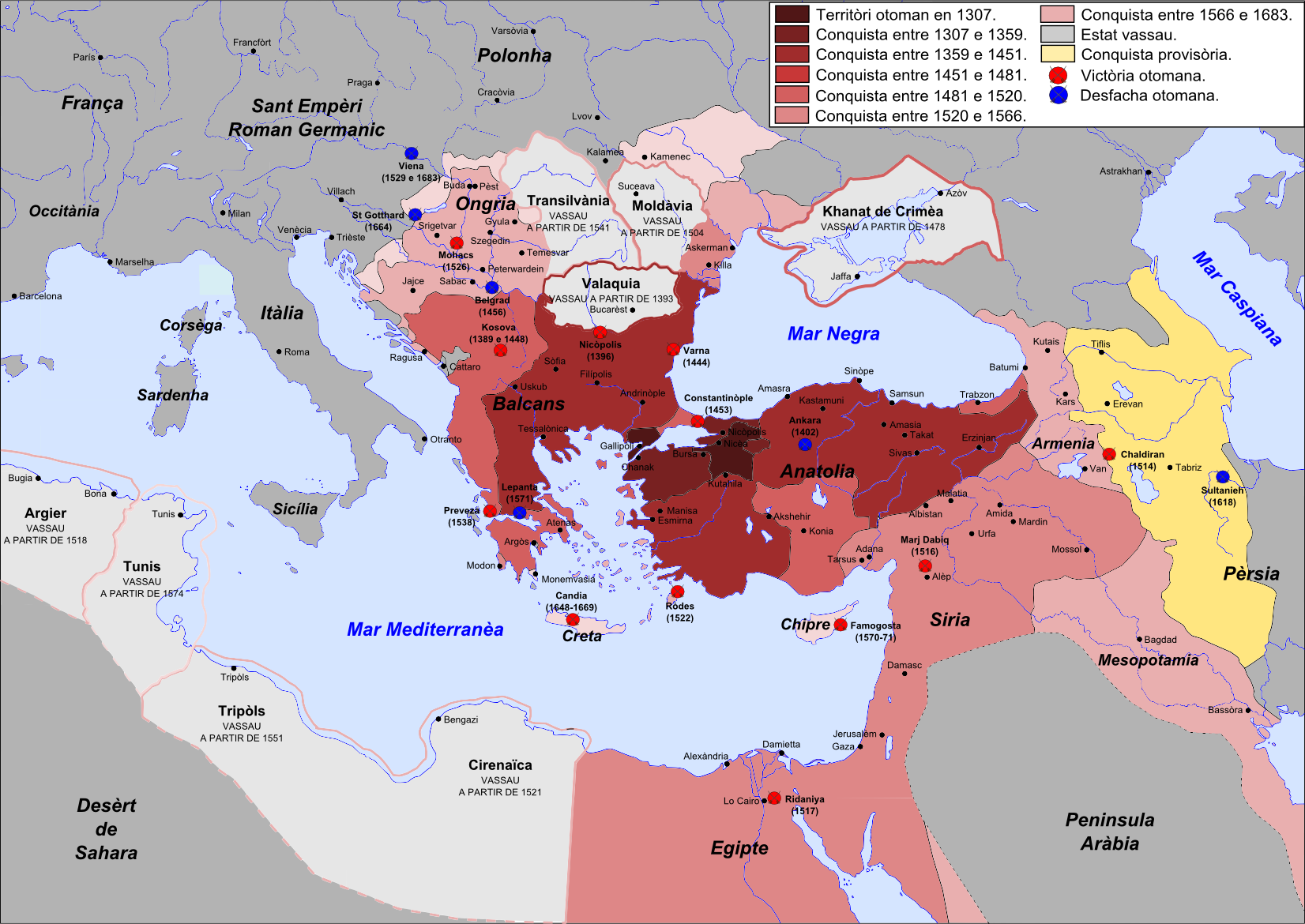
گسترش قلمرو امپراتوری عثمانی بین سالهای ۱۳۰۷٬۱۶۸۳

سلطان سلیمان که از مرزهای امپراتوری عثمانی با اروپا آسوده‌ خاطر شد، توجهش به سمت خطری معطوف شد که از جانب سلسلهٔ شیعه‌ مذهب صفویه احساس می‌شد. در مقابل، شاه طهماسب نیز مانند پدرش، ترکمانان آناتولی را به شورش علیه عثمانی‌ها تحریک می‌کرد.
شاه طهماسب روابط دوستانه‌ای را با کارل پنجم، دشمن سلیمان یکم عثمانی، در پیش گرفته بود. والی بدلیس نیز از اطاعت سلیمان دست برداشته و در پناه طهماسب قرار گرفته بود. همچنین ایرانی‌ها تلاش می‌کردند تا در مرکز و جنوب عراق، سرزمینی که روزگاری قلب خلافت عباسی به‌شمار می‌آمد، مذهب شیعه را جایگزین مذهب تسنن کنند. والی بغداد نیز که دست‌نشانده شاه طهماسب بود با دولت عثمانی به توافق رسید. علاوه بر همهٔ این مسائل، انگیزه‌ها و منافع اقتصادی نیز دخیل بود.
در سال ۹۳۸ ه‍.ق، لاله سلطان تکلو، حاکم آذربایجان، به وان و سپس خاک عثمانی گریخت. از طرف دیگر، شرف خان کُرد، حاکم بدلیس، که مشکوک به ارتباط با ایرانی‌ها بود از حکومت بدلیس کنار گذاشته شده و الامه به عنوان حاکم آن منصوب شد. صدراعظم ابراهیم پاشا، پیل پاشا را همراه با پنجاه‌ هزار نفر و الامه سلطان به طرف بدلیس فرستاد. شرف خان کُرد نیز از شاه طهماسب که در تبریز بود کمک خواست و عملا جنگ دوم ایران و عثمانی شروع شد. پیشروی شاه طهماسب به سمت بدلیس باعث عقب‌نشینی ارتش عثمانی به سمت دیاربکر شد. سلطان سلیمان در سال ۹۳۹ ه‍.ق درگیر جنگ با اتریش شد و شاه طهماسب نیز به جنگ با ازبکان در خراسان مشغول بود. پس از بازگشت سلطان سلیمان از اتریش و امنیت یافتن مرزهای غربی به وزیر اعظمش ابراهیم پاشا مأموریت داد تا به‌سرعت سپاهی جمع‌آوری کند و به سوی آذربایجان حرکت کند. سلطان سلیمان خود در قسطنطنیه ماند تا سپاهی بزرگ‌تر را سازماندهی کند و در اسرع وقت به یاری ابراهیم بشتابد. ابراهیم مناطق بین ارزروم و دریاچه وان و همچنین آذربایجان را اشغال کرد و در این زمان شاه طهماسب هنوز در خراسان بود که پیشروی ارتش عثمانی به آذربایجان را اطلاع یافت. سلطان سلیمان در پاییز ۹۴۱ ه‍.ق وارد تبریز شد. شاه طهماسب پس از اطلاع از حضور سلطان سلیمان در ری توقف کرد و به دنبال سیاست زمین سوخته بود تا از درگیری مستقیم با سلطان سلیمان خودداری کند، سلیمان تا سلطانیه پیشروی کرد ولی به علت تلفات و خسارات زیادی که به ارتش عثمانی در اثر سرمای شدید و کمبود آذوقه وارد شده بود، مجبور به عقب‌نشینی شد و زمستان سال ۹۴۱ ه‍.ق را در عراق گذراند و بدون هیچ مقاومتی بغداد را فتح کرد. پس از عقب‌نشینی عُثمانی‌ها شاه طهماسب به سمت تبریز حرکت کرده و الامه که از طرف سلطان سلیمان حاکم آذربایجان شده بود به طرف وان فرار کرد. دَر سال بعد سلطان سلیمان دوباره به سمت مرکز ایران پیشروی کرد که به دلیل سیاست زمین سوخته شاه طهماسب با کمبود آذوقه مواجه بود پس در تابستان ۹۴۲ ه‍.ق به سمت عثمانی بازگشت، شاه طهماسب پس از اطلاع از این موضوع به سمت وان پیشروی کرد تا نواحی اطراف دریاچه وان را تحت کنترل درآورد. درگیری‌های رخ داده در این نواحی به کشته شدن سنان پاشای عثمانی و فتح قلعه ارجیش انجامید و صفویان توانستند نواحی اطراف قلعه وان را دوباره تحت کنترل درآورند. این لشکرکشی سلطان سلیمان به شرق با پیروزی قطعی بر صفویان همراه نشد ولی عراق عرب به تصرف دولت عثمانی درآمد.

## جنگ دوم
از زمان جنگ اول تا فرار القاس میرزا، برادر شاه طهماسب، به عثمانی در سال ۹۵۴ ه‍.ق یک نوع آتش‌بس بین دو دولت وجود داشت، پس از این اتفاق سلطان سلیمان امیدوار شد تا با استفاده از تنش‌های خانوادگی، خطر مذهب تشیع را دفع کند و دست‌کم آذربایجان و قفقاز را تصرف کند؛ در نتیجه در سال ۹۵۵ ه‍.ق به همراه القاس میرزا برای بار دوم به ایران یورش آورد. سلیمان بار دیگر آذربایجان را به‌آسانی اشغال کرد. شاه طهماسب در حین عقب‌نشینی سیاست سوزاندن منابع و نابود کردن چشمه‌ها و قنات‌ها را اتخاذ کرده بود و به محض آنکه ارتش عثمانی در فصل زمستان به آناتولی بازگشت برای بازپس‌گیری مناطق از دست‌رفته پیشروی کرد. القاس میرزا که دریافته بود سپاه عثمانی نمی‌تواند به‌سادگی بر رقیب چیرگی یابد، پس از پیشروی به مرکز ایران درنهایت به بغداد عقب‌نشینی کرد. خستگی و یأسی که سلیمان را فرا گرفته بود، او را مجبور ساخت تا به قسطنطنیه بازگردد درحالی‌که پس از دو سال نبرد جز چند قلعهٔ نظامی در گرجستان و قلعهٔ وان، چیز دیگری به دست نیاورده بود. قلعهٔ وان به‌خوبی مستحکم و سازماندهی شد تا برای دفع یورش‌های آتی صفویان به آناتولی مورد استفاده قرار گیرد. بدین ترتیب، خطری که از جانب صفویان احساس می‌شد کاهش یافت اما از بین نرفت.
در بین سالهای ۹۵۶ ه‍.ق تا ۹۶۰ ه‍.ق درگیری‌های زیادی بین دو طرف رخ داد ازجمله حمله اسکندرپاشا حاکم وان به خوی، گرجستان و چخورسعد تا حمله متقابل صفویان به وان، ارجیش و غارت این نواحی تا ارزروم و ارزنجان و همچنین درگیری‌هایی در ارومیه و کردستان بین حامیان دو طرف. مهم‌ترین اتفاق در این بازه نبرد ارزروم در اواخر ۹۵۹ ه‍.ق بود که اسکندرپاشا که در این زمان حاکم ارزروم شده بود، در نبرد با اسماعیل میرزا شکست خورد و در اوایل سال ۹۶۰ ه‍.ق قلعه ارجیش توسط شاه طهماسب فتح شد و به دستور او با خاک یکسان شد. پس از این اتفاقات سلطان سلیمان در سال ۹۶۱ ه‍.ق برای سومین بار به سمت آذربایجان حرکت کرد. شاه طهماسب که در نخجوان حضور داشت پس از اطلاع از این موضوع نیروهای خود را برای غارت نواحی اطراف وان، سلطانیه، ارجیش و عادلجواز فرستاد تا همچون گذشته سیاست زمین سوخته را اجرا کند، هنگامی که سلطان سلیمان به نخجوان رسید، شاه طهماسب دوباره عقب نشست تا سلیمان پس از دو روز مجبور به بازگشت به سمت ارزروم شود. سلیمان که از دستیابی به یک پیروزی قاطع ناامید شده بود، در اوایل سال ۹۶۲ ه‍.ق در آماسیه پیمان صلحی را با شاه طهماسب منعقد کرد که به موجب آن جنگ‌های طولانی‌مدت بین دو دولت برای مدتی خاتمه می‌یافت. در این جنگ حاکمیت عثمانی‌ها بر قلعه وان و شهر زور قطعیت یافت و ناحیه قارص مرز بین دو کشور شد، در ادامه شاه طهماسب متعهد شد که از تبلیغات ناسالم و یورش به آناتولی دست بردارد، درعوض سلطان سلیمان نیز متعهد شد به زائران ایرانی اجازه دهد تا به شهرهای مقدس مکه و مدینه و نیز اماکن مقدس شیعیان در عراق سفر کنند.